# Маркин, Пётр Яковлевич
Пётр Яковлевич Маркин (1927 — 2001) — советский и российский врач-уролог, хирург.
Основатель и организатор урологической службы в городе Магнитогорске, руководитель урологического отделения Городской больницы № 1 им. Г. И. Дробышева.

## Биография
Родился 10 ноября 1927 года в селе Гусево Абзелиловского района Башкирской АССР.
В 1944—1947 годах работал на Магнитогорском металлургическом комбинате. В 1953 году окончил Челябинский государственный медицинский институт (ЧГМИ, ныне Южно-Уральский государственный медицинский университет); впоследствии повышал квалификацию на курсах усовершенствования врачей при Ленинградском, Московском и Ереванском медицинских институтах.
По окончании института, с 1953 года работал хирургом медико-санитарной части треста «Магнитострой». С 1958 года — хирург-уролог, с 1966 года — заведующий урологическим отделением, а с 1994 года — врач-консультант Городской больницы № 1 им. Г. И. Дробышева. Одновременно в 1966—1994 годах являлся главным внештатным урологом Магнитогорска. Первым в городе выполнил ряд сложных и уникальных урологических операций.
Наряду с врачебной, занимался общественной деятельностью — организовывал магнитогорскую городскую урологическую службу. Создал свою школу урологов, воспитал ряд последователей, в их числе высококвалифицированные врачи: В. П. Байкин, Г. В. Мингалев, В. Г. Новиков и главный внештатный уролог города А. П. Мамаев.
Умер 16 сентября 2001 года в Магнитогорске. Был похоронен на Левобережном кладбище города рядом со своей женой Надеждой Макаровной.

## Заслуги
- Заслуженный врач РСФСР (1972).
- Был награждён орденом Трудового Красного Знамени (1986) и медалями, в числе которых «За трудовую доблесть» (1970).
- Имел звания ветерана здравоохранения (1981) и ветерана Магнитки (1983).[3]

## Память
23 ноября 2019 года в Магнитогорске на доме № 27 по улице Горького, где жил П. Я. Маркин, ему была установлена мемориальная доска.
Оскар Фридрихович Краузе, несколько лет проработавший в одной больнице с П. Я. Маркиным сказал:

«Пётр Яковлевич Маркин был изумительным мастером-урологом; другого такого я просто не встречал. Виртуоз, невероятный диагност. Не забыть мне, как на выездном цикле московских урологов он у довольно полного больного свободно пальпировал подковообразную почку, которой москвич-доцент упорно не мог прощупать, пытался спорить с Петром Яковлевичем. Прекрасный был человек и настоящий внимательный и деликатный товарищ».